# Зайцева, Елена Геннадьевна
Елена Геннадьевна Зайцева (род. 24 ноября 1962, Северный, Москва, СССР) — советская и российская певица (сопрано), артистка оперетты, солистка Московского театра оперетты, народная артистка Российской Федерации (2007).

## Биография
С 10 лет выступала с оркестром народных инструментов, с 12 лет занималась в музыкальной школе — класс фортепьяно педагога Я. А. Разамата. В 14 лет Елена Зайцева солировала в ансамбле имени Локтева (педагог по вокалу: Р. А. Жданова );. В 1980 году Елена Зайцева участвовала в творческих конкурсах сразу трёх вузов — Института им. Гнесиных, Московской консерватории и ГИТИСа. Везде дошла до последнего тура, но поступать решила в ГИТИС, студенткой которого и стала, поступив в класс народной артистки России Г. В. Олейниченко. К пятому курсу Елена Зайцева была обладательницей лирического сопрано широкого диапазона и готовила себя к филармонической деятельности. Но по совету педагогов она решила принять участие в прослушивании на роль главной героини в оперетте «Севастопольский вальс», которая ставилась в Московском театре оперетты. Результатом прослушивание стало приглашение не только на эту роль, но и в труппу театра.
Театр, в котором актриса работает с 1985 года, также празднует «день рождения» 24 ноября.

## Ансамбль имени Локтева
В подростковом возрасте Елена была солисткой Ансамбля песни и пляски имени В. С. Локтева. Существуют аудиозаписи некоторых песен:
- Здравствуйте, мамы
- Звенит звонок последний
- Сосна
- Песня о России
- Пусто в школьном дворе...
- Весенний вальс
- Баркарола
- Прощальный вальс

## Роли в театре
- 1985
  - «Севастопольский вальс» К. Листова — Любаша
  - «Песня молодости нашей» (музыкальный концерт)
  - «Настасья» А.Кулыгина — Настя
  - «Да здравствует вальс!» (музыкальный концерт)
- 1986
  - «Граф Люксембург» Ф. Легара — Жюльетта
  - «Касатка» В. Чернышёва — Раиса Глебовна
  - «Старые дома» О. Фельцмана— Галя
- 1987 — «Скрипач на крыше» Д. Бока — Цейтл
- 1989 — «Только не это, сеньор Хуан!» О. Анофриева и Н. Друженкова — Кончита
- 1990 — «Принцесса цирка» И. Кальмана —  Теодора Вердье
- 1994 — «Девичий переполох» Ю. Милютина — Марфа
- 1995 — «Сибирские янки» Ю.Взорова — Муза
- 1996 — «Джентльмен удачи» (бенефис Ю. Веденеева )
- 1997 — «Весёлая вдова» Ф. Легара — Ганна Главари
- 1998 — «Холопка» Н. Стрельникова — Наталья Батманова
- 2000 — «Марица» И. Кальмана — Марица
- 2001
  - «Греховодникъ» А. Чайковского — Полина
  - Музыкальное представление «Большой канкан»
- 2002
  - Музыкальное представление «Большой Кордебалет»
  - «Фиалка Монмартра» И. Кальмана — Виолетта, Мадлен
- 2004 — «Сильва» И. Кальмана — Сильва
- 2005 — «Моя прекрасная леди» Ф. Лоу — Элиза Дулиттл
- 2008 — «Летучая мышь» И. Штрауса — Розалинда (ввод)
- 2009 — «Хелло, Долли!» Д. Хермана — Долли
- 2011 — «Графиня Марица» И. Кальмана — Марица
- 2012 — «Фанфан-Тюльпан» А. Семёнова — Маркиза де Помпадур
- 2013 — «Бал в Savoy» П. Абрахама — Мадлен Тибо
- 2014 — «Весёлая вдова» Ф. Легара — Ганна Главари

### Роли настоящего времени
- Музыкальное представление «Grand канкан» (Дж. Керн «Дым», Дж. Герман Песенка Долли из мюзикла «Хелло, Долли!», Р. Сарсосо Песня из к/ф «Возраст любви», Б. Мерилл «Мамба»)
- 2008 — «Мистер Икс» И. Кальмана — Теодора Вердье
- 2015
  - «Фиалка Монмартра» И. Кальмана — Мадлен
  - «Летучая мышь» И. Штрауса — Розалинда
- 2016 — «Баядера» И. Кальмана — Одетта Даримонд
- 2017 — «Брак по-итальянски» Г. Шайдуловой — Филумена Мартурано
- 2018 — «Собака на сене» А. Клевицкого — Диана де Бельфлёр
- 2020 — «Король Артур» Г. Шайдуловой — Моргана
- 2021 — «Королева чардаша» И. Кальмана — Цецилия

## Роли в кино
- 1988 — «Мария, Мирабела в Транзистории» — Омидэ в человеческом обличии
- 2020 — «Grand Cancan»  — Елена

## Награды
- 1985 — Московская театральная весна
- 1997 — фестивалей «Молодые таланты городу и миру»
- 1998 — Лауреат Премии Мэрии
- 1998 — Заслуженная артистка Российской Федерации
- 2007 — Народная артистка Российской Федерации[1][2]